# Koljosensaari (ö i Mellersta Finland)
Koljosensaari är en ö i Finland. Den ligger i sjön Suotajärvi och i kommunen Viitasaari i den ekonomiska regionen  Saarijärvi-Viitasaari och landskapet Mellersta Finland, i den centrala delen av landet, 300 km norr om huvudstaden Helsingfors. Öns area är 0,9 hektar och dess största längd är 140 meter i nord-sydlig riktning.